# Cinderella (Popmusical)
Cinderella ist ein Popmusical, das auf der Märchenfigur Cinderella basiert. Produziert wird das Musical von On Air Family Entertainment. Das Musical tourt seit 2010, die Premiere fand am 27. November 2010 in Niedernhausen im Rhein-Main-Theater statt.

## Team
Die Produzenten und künstlerischen Leiter des Musicals sind Thomas Germann (* 8. Juni 1961) und Mario van der Linden. Als Autorin ist Angelika Bartram verantwortlich.
Die Choreographie und die Regie stammen von dem Amerikaner Gaines Hall (* 1967 in Alabama). Hall war bereits als Darsteller in Sunset Boulevard, Die Schöne und das Biest und Jesus Christ Superstar aktiv und war bereits an der Regie und Choreographie von West Side Story in den USA, bei Cabaret der verlorenen Seelen in Wien und bei Carmen – ein deutsches Musical in Bad Hersfeld beteiligt.
Die Musikproduzenten sind Bernd Göke und Martin Holländer, der Liedtext stammt von Thomas März. Das Kostümdesign stammt von Monika Heuberger und Sandra Jürgens vom Studio Marabout. Marabout stattete bereits  Peter Maffays Tabaluga und den chinesischen Staatszirkus mit Kostümen aus.
Das Bühnenbild stammt von Michael Haufe. Alle Schauspieler des Musicals sind ausgebildete Musical-Darsteller. Cinderella wird von Christina Schulz (* 12. Oktober 1988) gespielt, als Fee Jolanda tritt Isabel Varell auf.

## Touren
- 2010/2011: November 2010 bis Februar 2011
- 2011/2012: 4. Dezember 2011 bis 8. Februar 2012; rund 50 Spielorte in Deutschland[1]
- 2012/2013: 10. November 2012 bis 17. März 2013; Spielorte in Deutschland, Österreich und der Schweiz
- 2014/2015: 7. November 2014 bis 11. Januar 2015; rund 35 Spielorte in Deutschland und Österreich[10]
- 2017/2018: 17. November 2017 bis 18. März 2018; 41 Spielorte in Deutschland und Österreich[11]

## Soundtrack
Passend zum Musical gibt es den Soundtrack Cinderella – Das Märchenhafte Popmusical, veröffentlicht am 23. November 2010 von Spectre Records (Universal).